# Glirulus japonicus
El lirón japonés (Glirulus japonicus) es una especie de roedor esciuromorfo de la familia Gliridae. Es la única especie viva de su género y es endémica de Japón.
Es un lirón de pequeño tamaño y aspecto similar al lirón gris (Glis glis), pero con una banda de color oscuro a lo largo de la parte central del dorso y con la cola aplanada.